# 圣玛丽亚-德贝索拉
圣玛丽亚-德贝索拉（西班牙語：Santa María de Besora），是西班牙加泰罗尼亚巴塞罗那省的一个市镇。总面积25平方公里，总人口178人（2001年），人口密度7人/平方公里。